# Rafael Gasset Chinchilla
Rafael Gasset Chinchilla (Madri, 23 de setembro de 1866 — Madri, 1927) foi um advogado, jornalista, ministro e político espanhol.

## Biografia

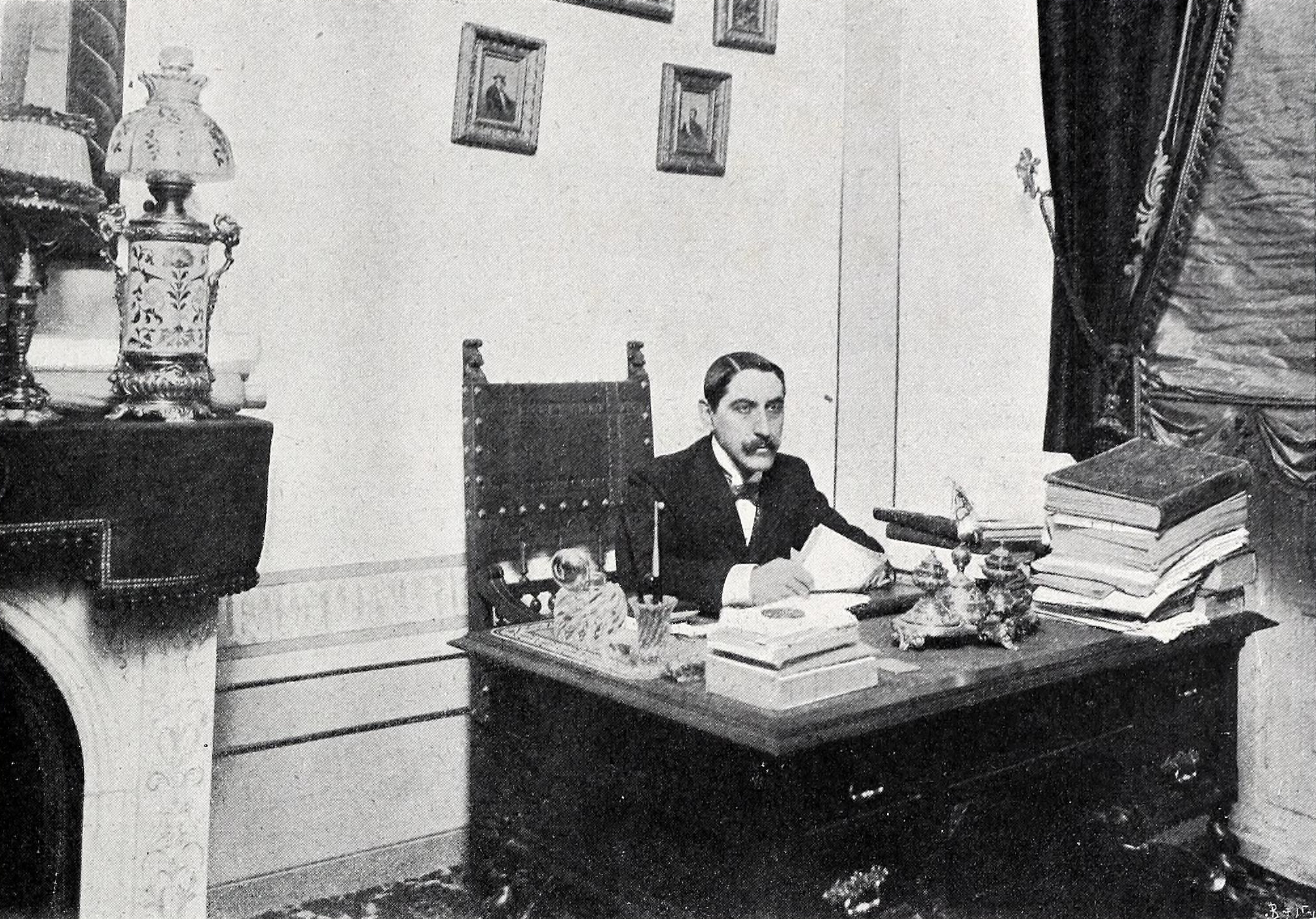
Fotografia por Franzen

Nascido em 23 de novembro de 1866 em Madrid e filho de Eduardo Gasset y Artime e de Rafaela Chinchilla y Díaz de Oñate, foi diretor do jornal El Imparcial após a morte de seu pai, fundador do diário, em 20 de maio de 1884.